# Wolfgang Pohl (Politiker, 1940)
Wolfgang Pohl (* 10. Februar 1940 in Königsberg) ist ein ehemaliger deutscher SED-Funktionär und späterer PDS-Politiker. Er war 1989/90 stellvertretender Parteivorsitzender.

## Leben
Pohl besuchte von 1946 bis 1954 eine Volksschule im Kreis Wismar. Danach wurde er in der „Mathias-Thesen-Werft“ Wismar zum Stahlschiffbauer ausgebildet. 1956 trat er in die FDJ ein. Von 1957 bis 1960 leistete er seinen Wehrdienst bei den Volkspolizei-Bereitschaften. 1960 trat Pohl in die SED ein und absolvierte von 1961 bis 1962 die Verwaltungsschule in Staßfurt. Nach dem 1964 auf dem 2. Bildungsweg abgelegten Abitur studierte er von 1965 bis 1970 Rechtswissenschaften an der Humboldt-Universität Berlin. Das Studium schloss er als Diplom-Jurist ab. Danach war er von 1970 bis 1974 als stellvertretender Oberbürgermeister in Magdeburg tätig. Es folgte ein dreijähriges Studium an der Parteihochschule „Karl Marx“, das er als Diplom-Gesellschaftswissenschaftler abschloss. Von 1978 bis 1989 war Pohl 1. Sekretär der SED-Stadtbezirksleitung Magdeburg-Nord.
Im November 1989 löste er Werner Eberlein als 1. Sekretär der SED-Bezirksleitung Magdeburg ab. Pohl war Mitglied des Arbeitsausschusses zur Vorbereitung des außerordentlichen Parteitages der SED im Dezember 1989 und wurde dort zum stellvertretenden Vorsitzenden der SED-PDS (später PDS), Leiter der Kommission Organisation und Parteileben und der Statutenkommission gewählt.
Nach der Volkskammerwahl 1990 war er von März bis Oktober 1990 für die PDS Abgeordneter des DDR-Parlaments.
Im Zusammenhang mit Finanzmanipulationen der PDS („Putnik-Deal“) trat Pohl im Oktober 1990 von allen Ämtern zurück. In diesem Zusammenhang wurden mehrere Prozesse wegen des Verdachts der Untreue gegen ihn geführt, die am 20. Juni 1995 mit einem Freispruch durch das Landgericht Berlin endeten.
Später arbeitete er in einer Rechtsanwaltskanzlei in Leipzig.